# Mârzănești (gmina)
Mârzănești – gmina w Rumunii, w okręgu Teleorman. Obejmuje miejscowości Cernetu, Mârzănești, Teleormanu i Valea Părului. W 2011 roku liczyła 3885 mieszkańców. 